# Nathrath
Die Ortslage Nathrath im Wohnquartier Tesche im Wuppertaler Stadtbezirk Vohwinkel geht auf eine alte Ortsbezeichnung zurück. Historische Bausubstanz, die älter ist als gegen Ende des 19. Jahrhunderts, ist nicht nachgewiesen.

## Lage
Der Ort befindet sich auf halber Höhe eines Kalkstockes mit einem nach Südosten zur Vohwinkeler Senke stark abfallenden Hang.

## Etymologie
Die Herkunft des Namensbestandteils ‚-rath‘ geht nach allgemeiner Auffassung auf eine Rodung zurück. Die Gründungszeit dieser Orte mit dem Suffix -rath wird für das 10. bis 13. Jahrhundert, der Zeit der fränkischen Landnahme, angenommen.
Der andere Namensbestandteil ‚Nath‘ wird als die Himmelsrichtung Norden gedeutet. Eine weitere Deutung lautet ‚nasse Rodung‘.

## Geschichte

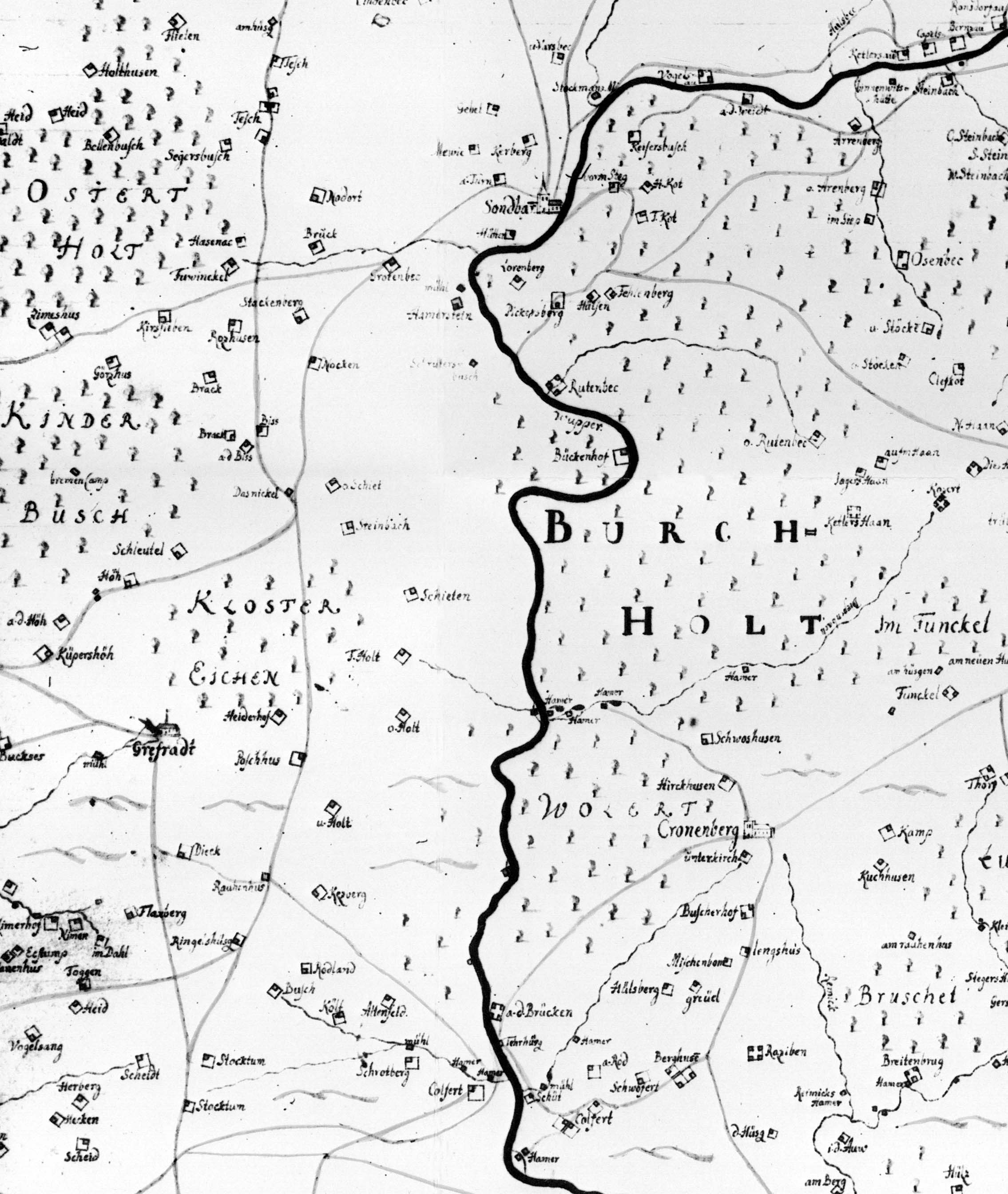
Ausschnitt aus der Karte des Amtes Solingen der Topographia Ducatus Montani

Die alte Ortsbezeichnung Nathrath wurde erstmals um 1430 als ‚to Nortrade‘ erwähnt. Demnach wurde Nathrath als Lehen vergeben und als ‚Nordroede‘ im Parrochina (Kirchspiel) Sonnborn. geführt.
Eine weitere Nennung ‚Nordrath‘ findet sich in einer Urkunde vom 29. September 1576, die im Besitz des Pfarrarchivs Sonnborn ist. Im Jahre 1677 sind sechs einzelne Güter verzeichnet.
In dem Kartenwerk Topographia Ducatus Montani des Erich Philipp Ploennies aus dem Jahre 1715 ist der Ort mit dem Namen ‚Nodort‘ eingezeichnet.
Auf einer Karte von 1824 erscheint der Ort als ‚Natrat‘. Dort ist ein Weg vom südlich liegenden Bruch in nördlicher Richtung eingezeichnet, der sich nördlich von Nathrath in zwei Richtungen gabelt. Ein Weg verlief in nordwestlicher Richtung zu der Ortslage In den Teschen (auch Tesche) und ein zweiter in nordöstlicher Richtung zum Haus Lüntenbeck (heute als Schloss Lüntenbeck bekannt). Um 1830 werden zwölf verschiedene Besitzungen und Höfe verzeichnet.
Auf der späteren Karte von 1843 erscheint der Ort als kleine Streusiedlung unter dem Namen ‚Nathrath‘. Unmittelbar unterhalb der Siedlung entstand um diese Zeit die Bahnstrecke Düsseldorf–Elberfeld der Düsseldorf-Elberfelder Eisenbahn-Gesellschaft. Ein von Nathrath kommender Weg führt nach Osten in Richtung der Ortslage Thurn. Gleichzeitig wird Nathrath von Westen, von der heutigen Bahnstraße, mit einem Weg erschlossen (die heutige Tescher Straße). Ein weiterer Weg führt nach Südwesten zum neuen Zentrum der späteren Gemeinde Vohwinkel, zum Bahnhof.

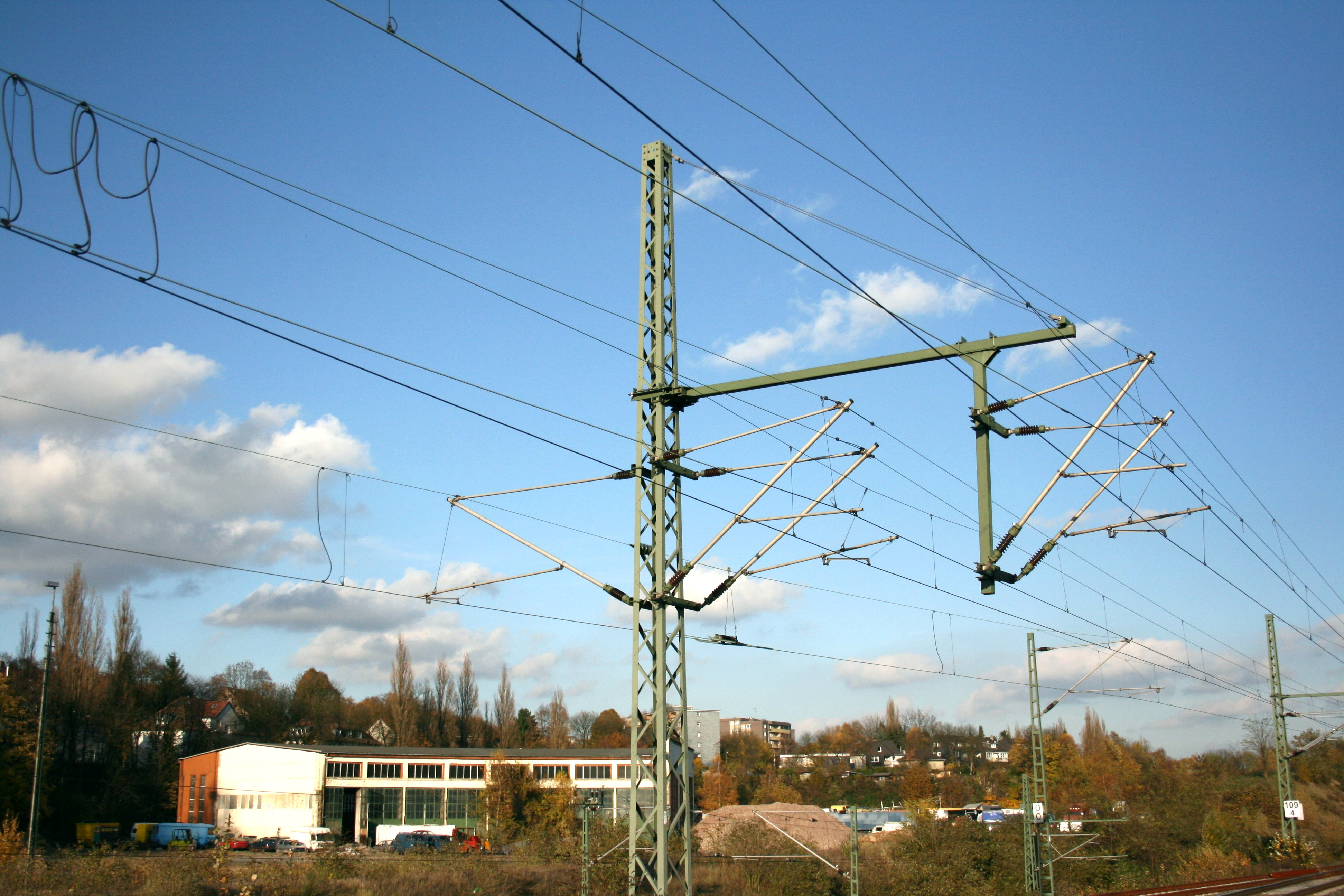
Der Rest des Bahnbetriebswerk Wuppertal-Vohwinkel, im Hintergrund die Ortslage Nathrath (2010)

Spätestens um 1892 ist die Bahnstrecke, die nun von der Bergisch-Märkischen Eisenbahn-Gesellschaft betrieben wird, südöstlich überbrückt (die heutige Brücke Herderstraße). Gleichzeitig entstanden die ersten Lokschuppen. 1908 wurde der neue Bahnhof Vohwinkel, südwestlich Nathrath in Betrieb genommen. Hier wurde im Laufe der Zeit das Bahnbetriebswerk Vohwinkel angelegt und stetig erweitert. Auch wurde um diese Zeit die Verbindungskurve der Eisenbahn, östlich von Nathrath, zur Bahnstrecke Düsseldorf-Derendorf–Dortmund Süd (Rheinische Strecke, heute bekannt als Wuppertaler Nordbahn), angelegt.
Westlich von Nathrath und nördlich des Bahnbetriebswerks entstanden dann Ende des 19. Jahrhunderts eine Reihe von Eisenbahnerwohnungen. Diese Siedlung hatte im Volksmund den Spitznamen ‚Qualmhausen‘, da die Dampfloks nahezu rund um die Uhr unter Dampf standen. Der Bau einer Rauchabführanlage mit einem Schornstein im Jahre 1908 entlastete die Situation in der Siedlung.
1971 wurde das Bahnbetriebswerk dem Bahnbetriebswerk Steinbeck zugeordnet und ab den 1980er Jahren ganz zurückgebaut. Ab den 1980ern und 1990ern verliert sich die Nutzung des Ortsnamens Nathrath und wird vermehrt von Tesche verdrängt.

## Archäologischer Fundplatz
An der Nathrather Straße wurde 1965 bei Bauausschachtungen für Häuser ein archäologischer Fund gemacht. Wahrscheinlich sind hier die fünf achtgeschossigen und neun zweigeschossigen Wohnhäuser, ehemals Nathrather Straße, nun Kortensbusch, gemeint. Die Häuser Kortensbusch 10, 20, 30, 40 und 50 (Hochhäuser) sowie Kortensbusch 11–15, 17–21 und 23–27 (Reihenhäuser) wurden 1965/1966 unter der Bauleitung des Architekten Artur Mohr errichtet.
Bei Tiefbauarbeiten wurden relativ gut erhaltene mittelalterliche Skelettgräber gefunden, von denen eines näher untersucht werden konnte. Die Untersuchungen wurde 1966 auf das benachbarte Gelände ausgeweitet. Es wurde dabei aus Mangel an Arbeitskräften ein Räumbagger eingesetzt. Bei diesen Untersuchung wurden 15 Gräber freigelegt, deren schmale Gruben rechteckig mit abgerundeten Ecken waren. Gefüllt waren sie mit humosem Sand gemischtem Kalkgrus. Steinumstellungen wurden bei den Gräbern 7 und 14 festgestellt. Beim Skelett im Grab 14 konnte ein Stein als Nackenstütze identifiziert werden. Die Skelette lagen in einer nach Osten ausgerichteten Lage, wobei der Schädel im Westen lag. Die Arme waren längsseits des Körpers ausgestreckt.
Nach Berichten der Bevölkerung war es im Umfeld bereits 1904 und 1906 beim Straßen- und Eisenbahnbau vereinzelt zu Funden von Skelettresten gekommen. So auch unter anderem in den Schrebergärten zwischen der Nathrather Straße und der Bahntrasse, südlich des Fundplatzes von 1965. Es wurde daraus geschlossen, dass das Gräberfeld eine größere Ausdehnung gehabt haben könnte.
Datierende Funde wurden in diesem Gräberfeld nicht entdeckt. Es wurden Vergleiche um ein ähnliches beigabenloses Gräberfeld aus Iversheim im Kreis Euskirchen gezogen. Dort wurde auf ein fränkisches Gräberfeld aus dem 6. bis 7. Jahrhundert geschlossen.
Die Knochenfunde galten lange als verschollen, jedoch wurden sie im Jahre 2016 in einem Lager des Bergischen Geschichtsvereins wiederentdeckt, allerdings in teilweise zerstörtem Zustand. Der Wuppertalerer Archäologe Jörg Scheidt nahm Untersuchungen vor.

## Die heutige Straße
Nach dieser Ortslage ist die Nathrather Straße am 20. September 1888 benannt. Sie zweigt von der Bahnstraße östlich ab und verläuft in einem großen Bogen nach rund 1,2 Kilometer Länge wieder auf die Bahnstraße zu. Am östlichen Punkt des Straßenverlaufes wird die Ortslage Nathrath berührt, hier zweigt die Straße Kortensbusch in östlicher Richtung ab.